# Megacyllene tafivallensis
Megacyllene tafivallensis es una especie de escarabajo longicornio del género Megacyllene, tribu Clytini, subfamilia Cerambycinae. Fue descrita científicamente por Di Iorio en 1998.

## Descripción
Mide 10,8-15,5 milímetros de longitud.

## Distribución
Se distribuye por Argentina.